# GParted
GParted (engleză GNOME Partition Editor) este un editor de partiții al mediului desktop GNOME, pentru crearea, copierea, reorganizarea și ștergerea partițiilor de pe disc. GParted reprezintă o interfață grafică (GUI) a GNU Parted bazat pe biblioteca GTK+.

## Versiune Live

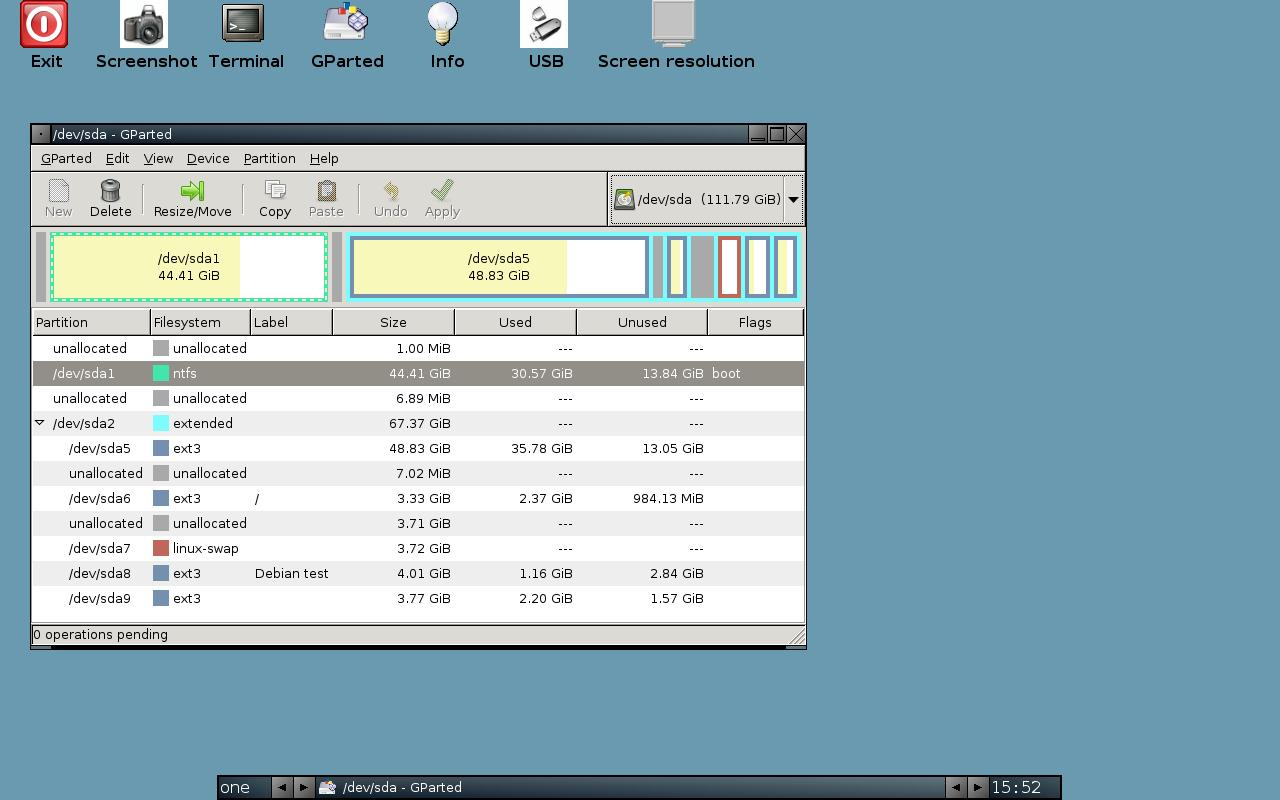
Gparted Live CD

Gparted este disponibil și în versiune Live care poate fi instalată pe un CD, USB, PXE server, sau un disc extern. Aceste versiuni sunt actualizate cu fiecare lansare GParted. Versiunea Live se bazează pe Debian și folosește Fluxbox ca manager de ferestre. 

Gparted este, de asemenea, inclus în alte distribuții Linux LiveCD, cum ar fi Knoppix, SystemRescueCd, Ubuntu, etc. și este instrumentul principal al distribuției specializate Parted Magic.

## Funcțiuni
Gparted este o aplicație multiplatformă ce permite efectuarea de operații cu partiții pentru multiple sisteme de fișiere precum crearea, formatarea, ștergerea, redimensionarea, mutarea, verificarea, etichetarea, copierea, lipirea. Utilizează libparted pentru a detecta și opera dispozitivele și tabelele de partiții. Gparted permite  modificarea și organizarea partițiilor păstrând conținutul partiției. 
GParted acceptă următoarele operații și sisteme de fișiere:
| Sistem de fișiere | Detectare | Citire | Creare | Mărire | Reducere | Mutare | Copiere | Verificare | Etichetare |
| ----------------- | --------- | ------ | ------ | ------ | -------- | ------ | ------- | ---------- | ---------- |
| btrfs             | da        | da     | da     | da     | da       | da     | da      | da         | da         |
| crypt-luks        | da        | nu     | nu     | nu     | nu       | nu     | nu      | nu         | nu         |
| exFAT             | da        | nu     | nu     | nu     | nu       | da     | da      | nu         | nu         |
| ext2              | da        | da     | da     | da     | da       | da     | da      | da         | da         |
| ext3              | da        | da     | da     | da     | da       | da     | da      | da         | da         |
| ext4              | da        | da     | da     | da     | da       | da     | da      | da         | da         |
| FAT16             | da        | da     | da     | da     | da       | da     | da      | da         | da         |
| FAT32             | da        | da     | da     | da     | da       | da     | da      | da         | da         |
| HFS               | da        | da     | da     | nu     | da       | da     | da      | nu         | nu         |
| HFS+              | da        | da     | da     | nu     | da       | da     | da      | da         | nu         |
| JFS               | da        | da     | da     | da     | nu       | da     | da      | da         | da         |
| linux swap        | da        | nu     | da     | da     | da       | da     | da      | nu         | nu         |
| lvm2 pv           | da        | da     | da     | da     | da       | da     | nu      | da         | nu         |
| NTFS              | da        | da     | da     | da     | da       | da     | da      | da         | da         |
| Reiser4           | da        | da     | da     | nu     | nu       | da     | da      | da         | nu         |
| ReiserFS          | da        | da     | da     | da     | da       | da     | da      | da         | da         |
| UFS               | da        | nu     | nu     | nu     | nu       | da     | da      | nu         | nu         |
| XFS               | da        | da     | da     | da     | nu       | da     | da      | da         | da         |